# Kevin Ortega
Kevin Ortega Pimentel (Callao, 26 marzo 1992) è un arbitro di calcio peruviano.

## Biografia
Aveva lavorato in SUNAT dal 2014 al 2015. Il 12 maggio 2015, Ortega ha esordito in Primera División, la massima divisione peruviana, all'età di 23 anni. 
Ortega è diventato un arbitro internazionale nella lista FIFA nel 2019.
Ha fatto il suo debutto internazionale nel marzo 2019 in una partita del campionato di calcio sudamericano Under 17 2019 tra la nazionale di calcio under 17 dell'Argentina e la Colombia . Fu convocato per arbitrare un'amichevole senior nel novembre dello stesso anno in un'amichevole tra Ecuador e Trinidad e Tobago.
Ortega è stato regolarmente utilizzato anche nelle competizioni per club sudamericane, Copa Libertadores e Copa Sudamericana . Alla partita di Copa Libertadores tra Club Always Ready dalla Bolivia e Boca Juniors dall'Argentina nel maggio 2022, è stato al centro di una polemica. Il Boca Juniors ha vinto la partita 1-0 su un controverso rigore, dopodiché la polizia boliviana ha perquisito lo stand dell'arbitro e ha sequestrato diverse magliette del Boca Junior che erano state date alla squadra arbitrale prima della partita. I rappresentanti di Always Ready hanno accusato Ortega di approfittarsi, mentre il Boca Juniors ha commentato che i regali erano un gesto standard.
Ortega aveva il potenziale per arbitrare importanti tornei, in primo luogo la Coppa del Mondo FIFA 2022.
Nel 2021, la FIFA ha nominato Ortega per il torneo di calcio delle Olimpiadi estive di Tokyo 2020, dove ha partecipato a tre partite, inclusa una semifinale.  Nel maggio 2022, Ortega è stato nominato nella squadra di 36 arbitri per la Coppa del Mondo FIFA 2022 in Qatar.